# Ruine Reußenstein

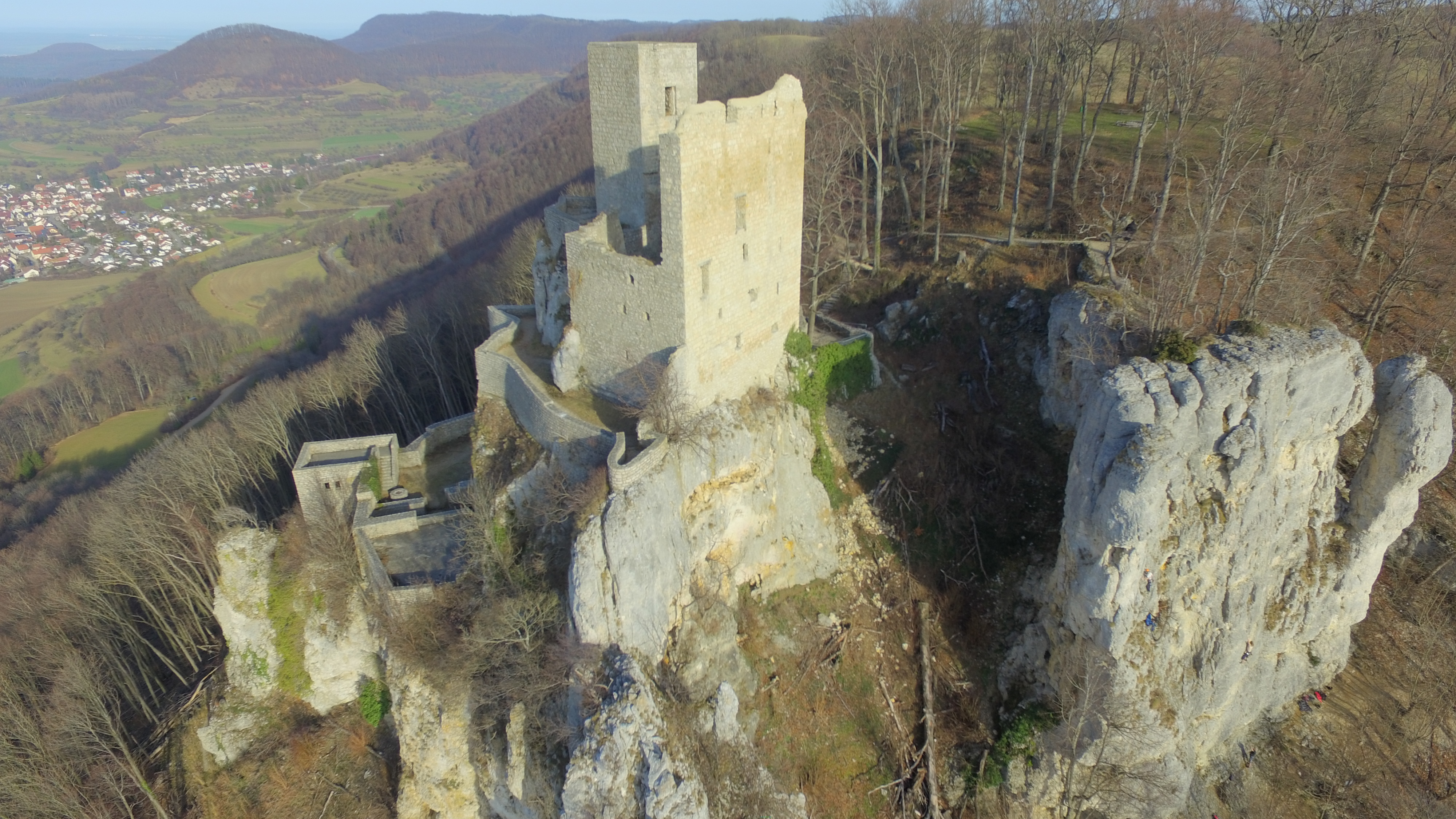
Burgruine Reußenstein aus Richtung Südwest. An rechter Felswand sind einige Felskletterer zu sehen

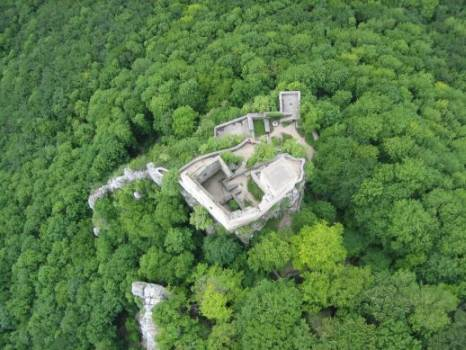
Reußenstein vom Gleitschirm aus

Die Ruine Reußenstein ist die Ruine einer Felsenburg oberhalb von Neidlingen exakt auf der Grenze von Landkreis Esslingen und Landkreis Göppingen (Stadt Wiesensteig) in Baden-Württemberg. Heute ist der Reußenstein ein beliebtes Ziel für Kletterer und Wanderer und gehört zu den meistbesuchten Burgen der Schwäbischen Alb. Die Denkmalstiftung Baden-Württemberg erklärte die Ruine Reußenstein zum Denkmal des Monats Dezember 2012.

## Geographische Lage, Naturschutz
Die Ruine liegt in einer Höhe von 760 Metern über NN. Auf einem Felsriff am Albtrauf gelegen, bietet sie eine schöne Aussicht auf das Neidlinger Tal.
Die Felsen des Reußensteins sind unter dem Namen Reußenstein als Naturdenkmal und unter dem Namen Felsen unterhalb der Ruine Reußenstein S von Neidlingen auch als Geotop geschützt.

## Geschichte
Die Burg wurde gegen 1270 als Ministerialburg der Herrschaft Teck gebaut; sie kontrollierte bis in das Spätmittelalter einen Albaufstieg aus dem Neidlinger Tal.

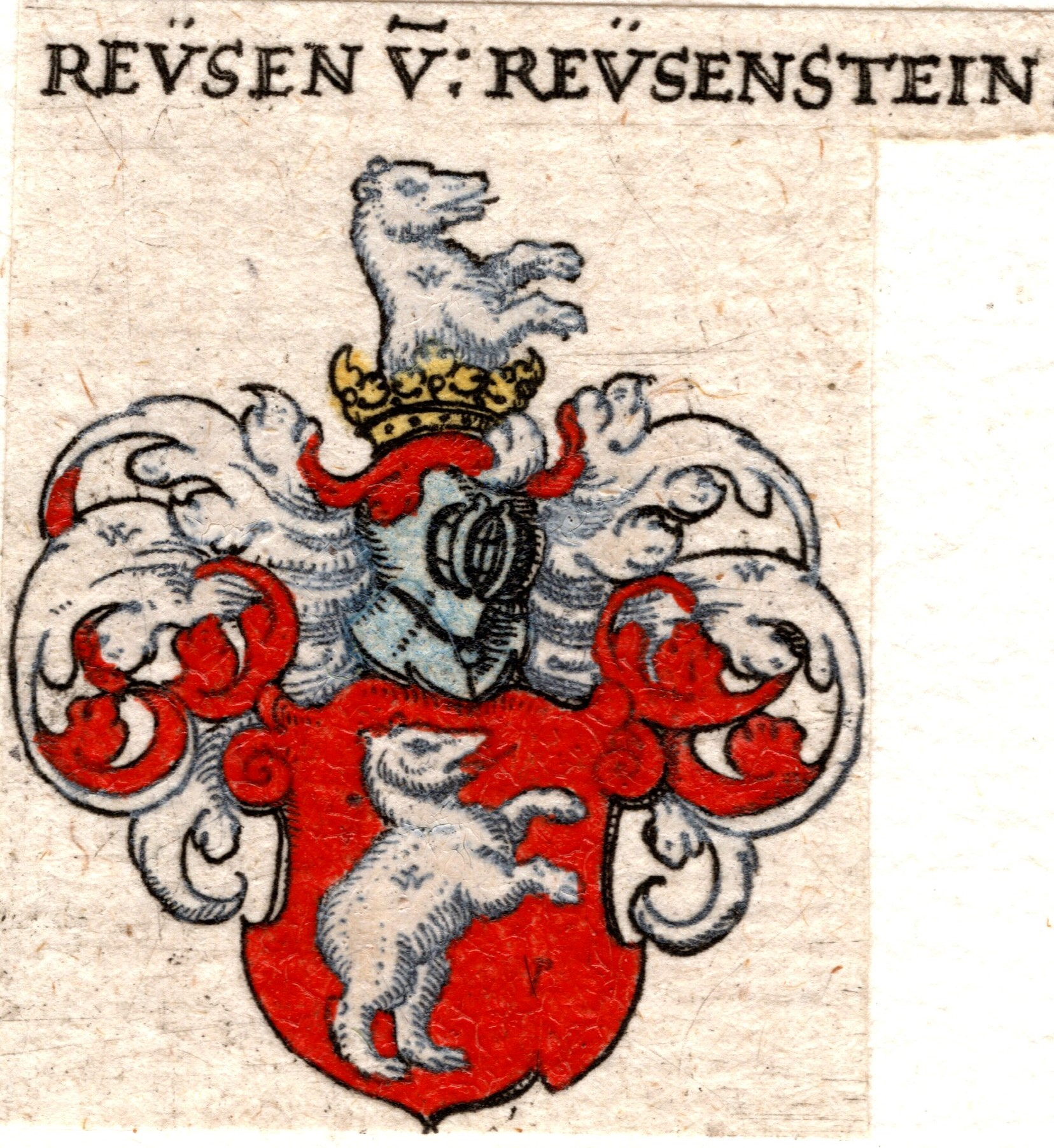
Wappenbuch Siebmacher die Reusen von Reusenstein schäbisches Adelswappen

Ritter Diethoh von Kirchheim-Stein war seit etwa 1301 der erste Herr der Burg. Sein Sohn verkaufte sie an seine Vettern, Konrad und Heinrich Reuß. Von Konrad Reuß, der Augsburger Domherr war, erwarb Marquard von Randeck, der frühere Augsburger Bischof und damalige Patriarch von Aquileja im Jahr 1371 das Eigentum an der Burg. Marquard übertrug das Eigentum 1376 an seinen Großneffen Konrad von Randeck. Dieser hielt die Burg bis ins Jahr 1441, verpfändete sie aber weiter. Die Burg zählte rund zehn Pfandbesitzer.
Während Marquard von Randeck die Burg 1376 noch mit dem ursprünglichen Namen „stayn“ bezeichnete, nannte sie Konrad von Randeck in einer Urkunde des Jahres 1383 dann „festin rüszenstain“.
1441 erwarben die Grafen von Helfenstein von Konrad von Randeck das Eigentum am Reußenstein. Der letzte Graf, der auf der Burg wohnte, war Ludwig Helferich von Reußenstein. Mit dem Aussterben der Helfensteiner ab 1550 blieb die Burg unbewohnt und begann zu zerfallen. 1752 wurde der Reußenstein Eigentum der bayerischen Hofkammer. 1806 wurde sie württembergische Staatsdomäne. 1835 schenkte der König von Württemberg die Burg seinem Adjutanten Oberst von Fleischmann. 1846 wurde bei der Ruine der angeblich vorletzte Luchs in Deutschland erlegt.
Im März 1862 kaufte die Hofkammer des Hauses Württemberg (damals Hofdomänenkammer) die Burgruine und das dazugehörige große Gut von Generalmajor v. Fleischmann um 73.000 Gulden. Am 4. Oktober 1888 ersteigerte die Hofdomänenkammer bei einer Zwangsversteigerung den Anteil des Nikolaus Aierle am Ziegelhof, welcher an die Domäne Reußenstein grenzt, um 18.000 Gulden. Nur wenig später folgte die Erwerbung des restlichen Anwesens von Julius Aierle um 18.500 Gulden. Der Ziegelhof wurde meist zusammen mit der Domäne Reußenstein verpachtet.
Folgende Pächter bewirtschafteten die Güter:
- Johannes Eberhardt, Mehrstetten, Oberamt Münsingen (1862–1877)
- Wilhelm Rall, Jakobs Sohn, Dettingen unter Teck (1877–1901)
- Wilhelm Rall (Ziegelhof) (1901–1904)
- Wilhelm Rall jun. (Ziegelhof) (1904–1915)
- Friedrich Kober, Pfullingen (1901–1915)
- Friedrich Kober und Jakob Kober (1915–1925)
- Jakob Kober (Ziegelhof) (1925–1937)
- Jakob Schilling, Böhringen (1925–1950)

Im Jahr 1928 richtete man eine Wasserleitung mit einem Pumpwerk ein. Im Zuge der Bodenreform wurden die Domänen Reußenstein und Ziegelhof 1950 enteignet. Am 5. Oktober 1964 wurde die Ruine an den Kreis Nürtingen verkauft. In den Jahren 1965/66 renovierten der Landkreis Nürtingen (heute Landkreis Esslingen) und der Schwäbische Albverein unter der Aufsicht des württembergischen Denkmalamtes den Reußenstein. 2012 wurde die Südwand saniert.
Am 13. Juni 2010 prallte ein Motorsegler gegen eine Steilwand an der Burgruine und zerschellte; dabei kamen zwei Personen ums Leben.

## Beschreibung
Die Ruine Reußenstein gilt als die am besten erhaltene Ministerialenburg der Herrschaft Teck. Sie gliedert sich in drei Bauabschnitte. Als ein Bauabschnitt gilt die Hauptburg, welche auf der Felsspitze liegt und durch einen tiefen Halsgraben von der Hochfläche getrennt wird. In zwei weiteren Bauabschnitten entstanden die Vorburg mit Wall und Graben sowie die Unterburg am Steilhang der westlichen und nördlichen Felspartie. In der ersten dieser Bauphasen wurden der Bergfried und der Palas erbaut. Sämtliche Wände bestehen aus gleichmäßigen Quadern. Zudem wurde die Vorburg zur Aufnahme von Wirtschaftsgebäuden am Rande der Hochfläche angelegt. Die letzte große Bauphase fand zwischen dem Ende des 14. oder Anfang des 15. Jahrhunderts unter den Grafen von Helfenstein statt. Unterburg und Zwinger wurden neu angelegt sowie der obere Burghof zwischen Palas und Bergfried überbaut. Die Baumaßnahmen sind durch Bruchsteinmauerwerk erkennbar.
Die Vorburg hat eine Größe von bis zu 74 × 40 m und liegt an höchster Stelle der ansteigenden Hochfläche. Sie wird bergseitig von einem Wall und einem Graben umfasst.
Die Unterburg liegt auf einer Terrasse zur westlichen Felsflanke und somit im Rücken der Hauptburg. Von dort ist diese nicht sichtbar. Sie besteht aus einem Burghof mit Zisterne, einem polygonalen Wohngebäude mit erhaltenem flachem Tonnengewölbe und einem bastionsartigen viereckigen Westturm. Letzterer wurde bei den Instandsetzungsmaßnahmen 1965/66 als Schutzhaus ausgebaut und mit einer Betondecke versehen. Auch das Gewölbe des Wohnbaus wurde mit Beton gesichert. Der Zwinger zur Unterburg beginnt hinter den Resten des Haupttores und führt rampenartig am Fels entlang zu einem rundlichen Flankenturm. Reste von Leibungen verweisen hier auf das ehemalige Burgtor mit einer Breite von 2,35 m.
Am Haupttor beginnt der Aufgang zur Hauptburg. Ein über eine steile Rampe aufsteigender Zwinger führt zum Vorhof, der Zugang verengt sich hierbei zu einem schmalen aus dem Fels gehauenen Weg. Durch ein enges Felstor von nur 80 cm Breite wird die westliche Plattform erreicht. Balkenlöcher sowie Aussparungen verweisen auf eine ehemalige hölzerne Überbauung des Torbereichs. Eine neuere Brüstungsmauer folgt dem westlichen Felsabsturz auf den alten Fundamenten bis zur äußeren Kanzel.
Der Palas bildet gemeinsam mit dem Bergfried, der Küche und dem oberen Burghof die Kernburg als eine homogene Einheit. Der Palas bestand aus drei Wohngeschossen, einem Wehrgeschoss sowie einem Untergeschoss. Die Fenster sind als Scharten ausgebildet. Auf der Ostseite im vierten Geschoss befindet sich ein breites Fenster mit Sitzbänken, auf der Westseite drei schmale Fenster in Rundbogennischen. Eine vermauerte Öffnung im Untergeschoss und eine schräg darüberliegende im dritten Geschoss führte jeweils zu einem Abtritt. Der obere Burghof befand sich ursprünglich zwischen Bergfried und Palas, wurde später jedoch überbaut und im oberen Geschoss als Kapelle eingerichtet. Hier befindet sich auch die sogenannte Madonna vom Reußenstein, eine spätgotische Freskomalerei, die jedoch kaum mehr zu erkennen ist. Als eine Besonderheit gilt der Zugang zur Kernburg. Dieser führt nicht wie üblich in einen Hof, sondern durch einen 93 cm breiten Felsdurchbruch direkt in das Untergeschoss des Palas. Die Außenwände des Palas sind felsseitig 2 m und südseitig 1,7 m stark und weisen eine Turmquaderverblendung auf. Sie wurden mit Kleinquadermauerwerk von minderer Qualität aufgemauert. Möglicherweise handelt es sich um die Reste eines Vorgängerbaus.
An der höchsten Stelle der Burg befindet sich der 19 m hohe Bergfried mit einem nahezu quadratischen Grundriss (5,66 × 5,95 m) und circa 2 m starken Mauern. Der Eingang des Bergfrieds liegt sehr hoch und war nur vom Wehrgang aus erreichbar. Die unteren Decken bestanden aus Holzbalken, das Eingangsgeschoss weist ein Tonnengewölbe auf. In einer späteren Bauphase erhielt der Bergfried nordseitig einen zweigeschossigen Anbau mit einem spitzen Satteldach. Die Konturen des letzteren sind an der Außenseite des Bergfrieds ablesbar.

## Sage von Wilhelm Hauff
Nach der von Wilhelm Hauff verfassten Sage ließ der Riese Heim vom Heimenstein, der bis dahin in der Felshöhle in den gleichnamigen Schwammstotzen auf der gegenüberliegenden Talseite gelebt hatte, die Burg auf dem Reußenstein erbauen. Um auf den Reußensteinfelsen zu gelangen, musste er erst mit einem großen Schritt das Tal durchqueren, trat dabei aber zu kurz und blieb mit einem Fuß in dem morastigen Talgrund stecken. Als er ihn wieder herauszog, entsprang dem Fußstapfenloch eine Quelle, wodurch er ganz nebenbei die Lindach geschaffen hatte.
Zuletzt fehlte an der fast fertigen Burg noch ein Nagel. Keiner der Handwerker wagte es jedoch, diesen in luftiger Höhe einzuschlagen. Da kam ein junger Geselle aus dem Neidlinger Tal, der es wagen wollte. Der Riese hielt den jungen Mann mit seiner mächtigen Faust zum Fenster hinaus über den Abgrund, bis er sein Werk beendet hatte. Als Lohn bekam er Reichtum und die Tochter des Meisters zur Frau.

## Bergsport
Die Felsen rund um die Ruine sind ein beliebtes Klettergebiet. Das Ensemble aus 3 Felsen bietet sowohl Mehrseillängenrouten am Hauptfels, stark gegliederten Fels am Mittelfels und kompakten Plattenfels am Südostfels. Dementsprechend gibt es Routen unterschiedlichen Schwierigkeitsgrades und unterschiedlichen Charakters. Aufgrund der südlich ausgerichteten Lage kann fast ganzjährig geklettert werden. 

## Galerie

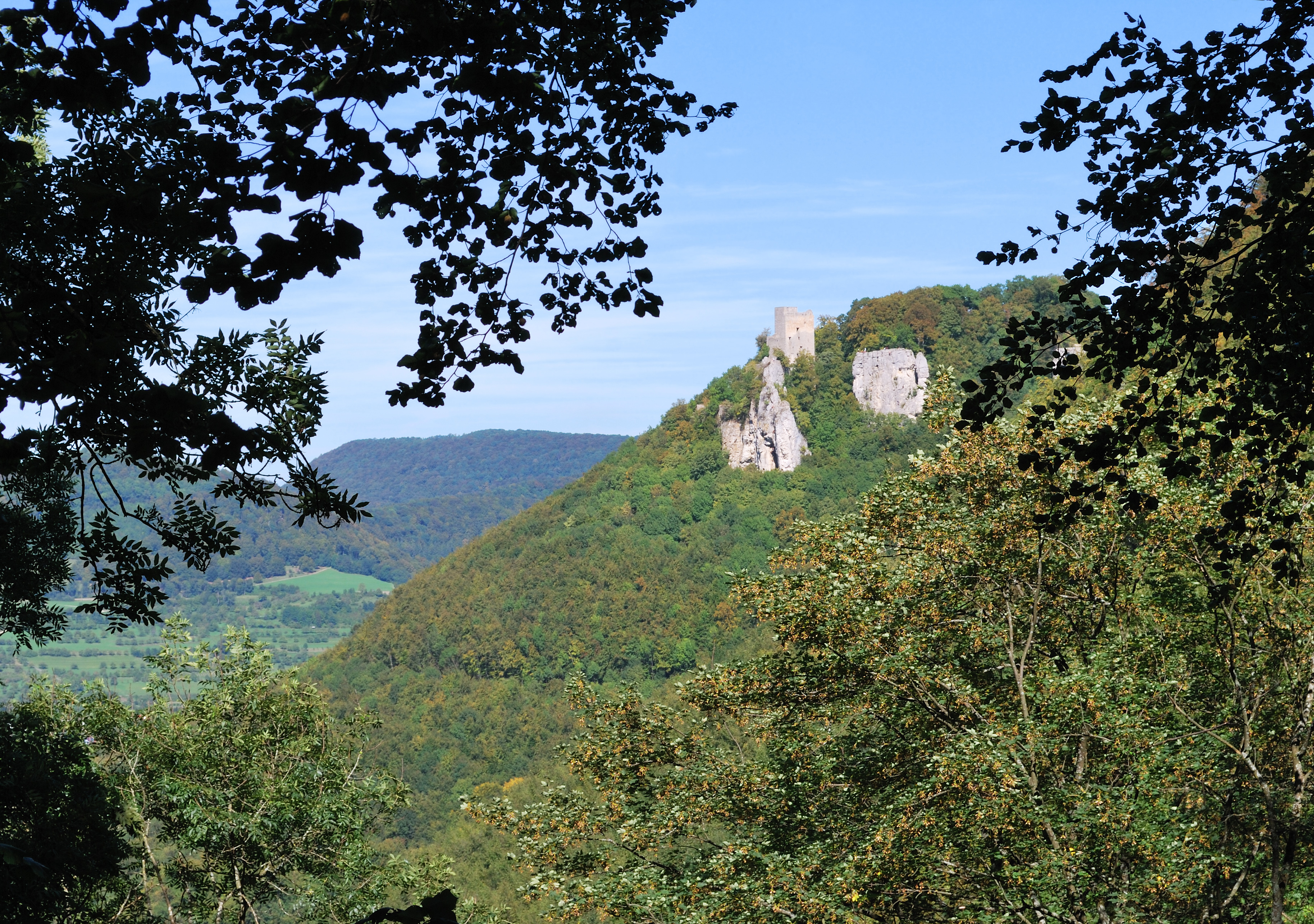
Blick auf die Ruine vom Bahnhöfle
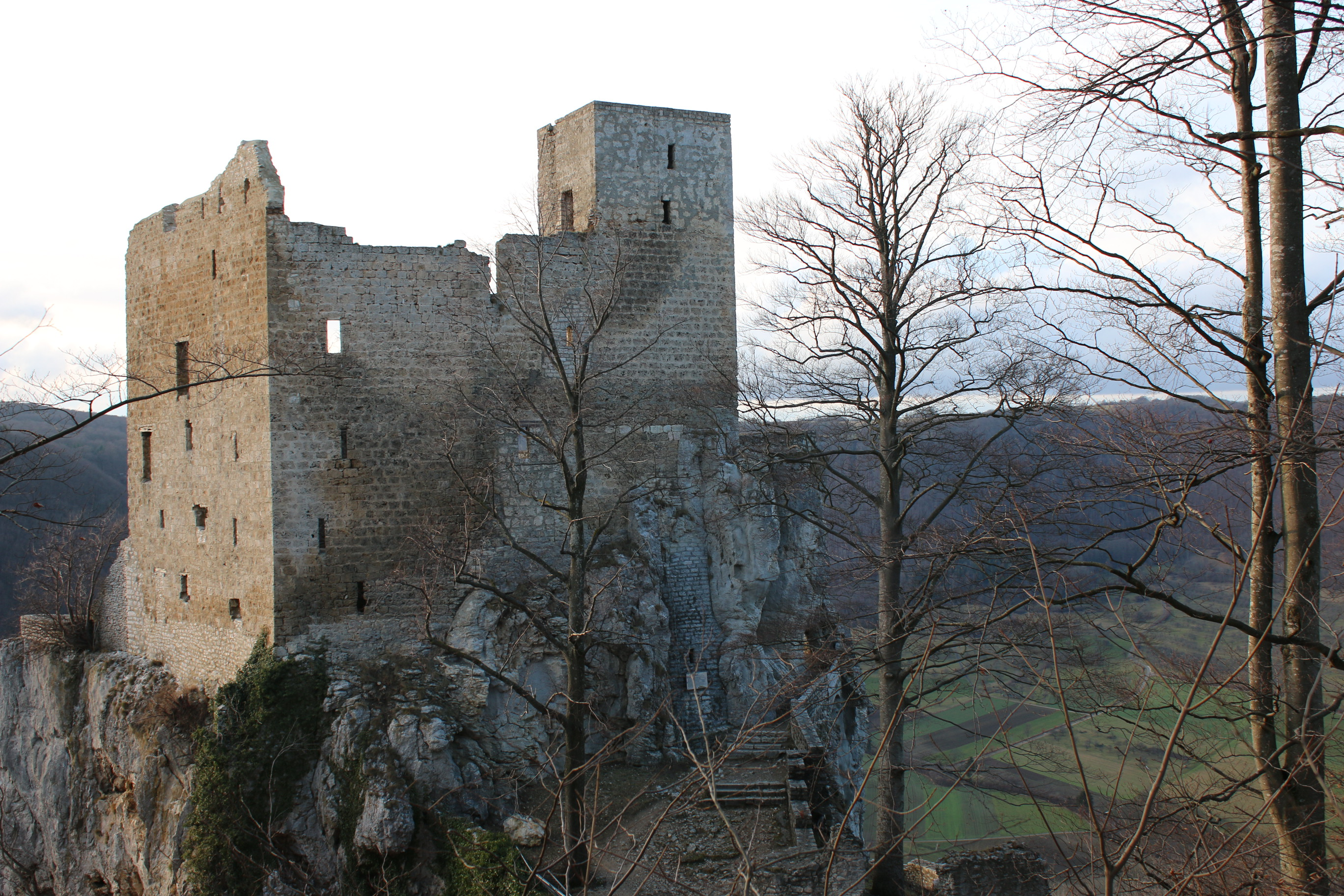
Ostansicht
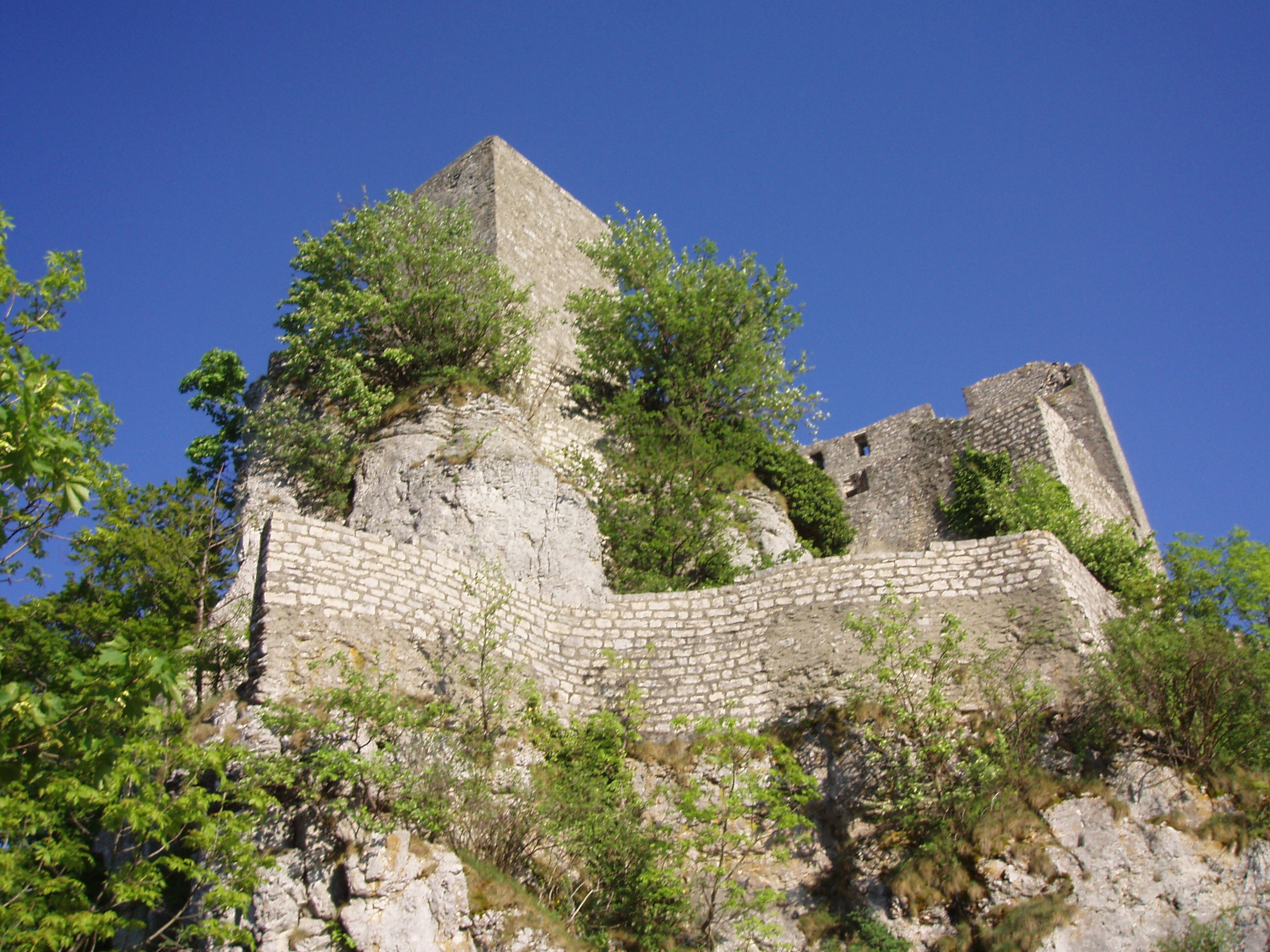
Blick aus einem der Höfe
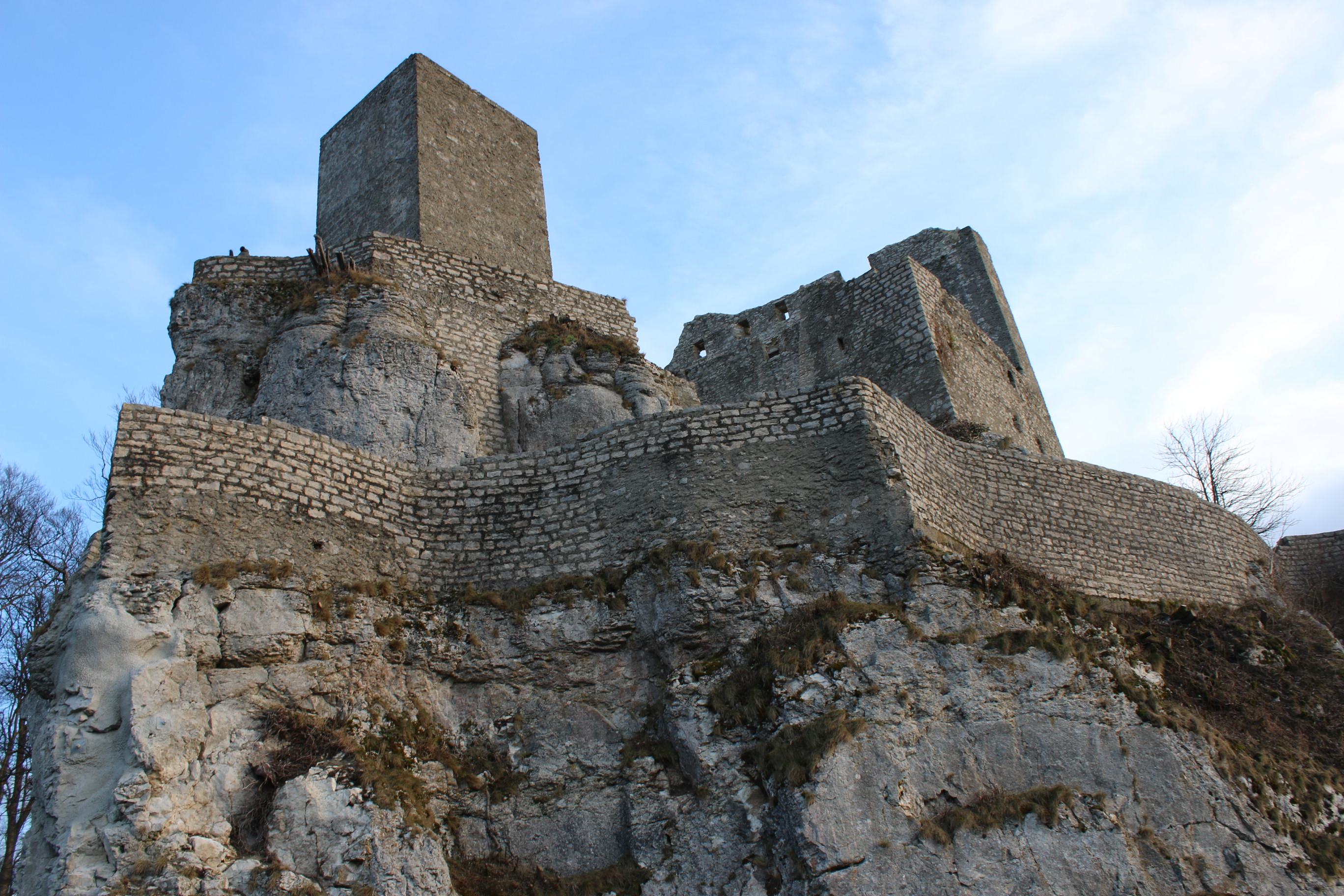
Blick aus einem der Höfe 2016
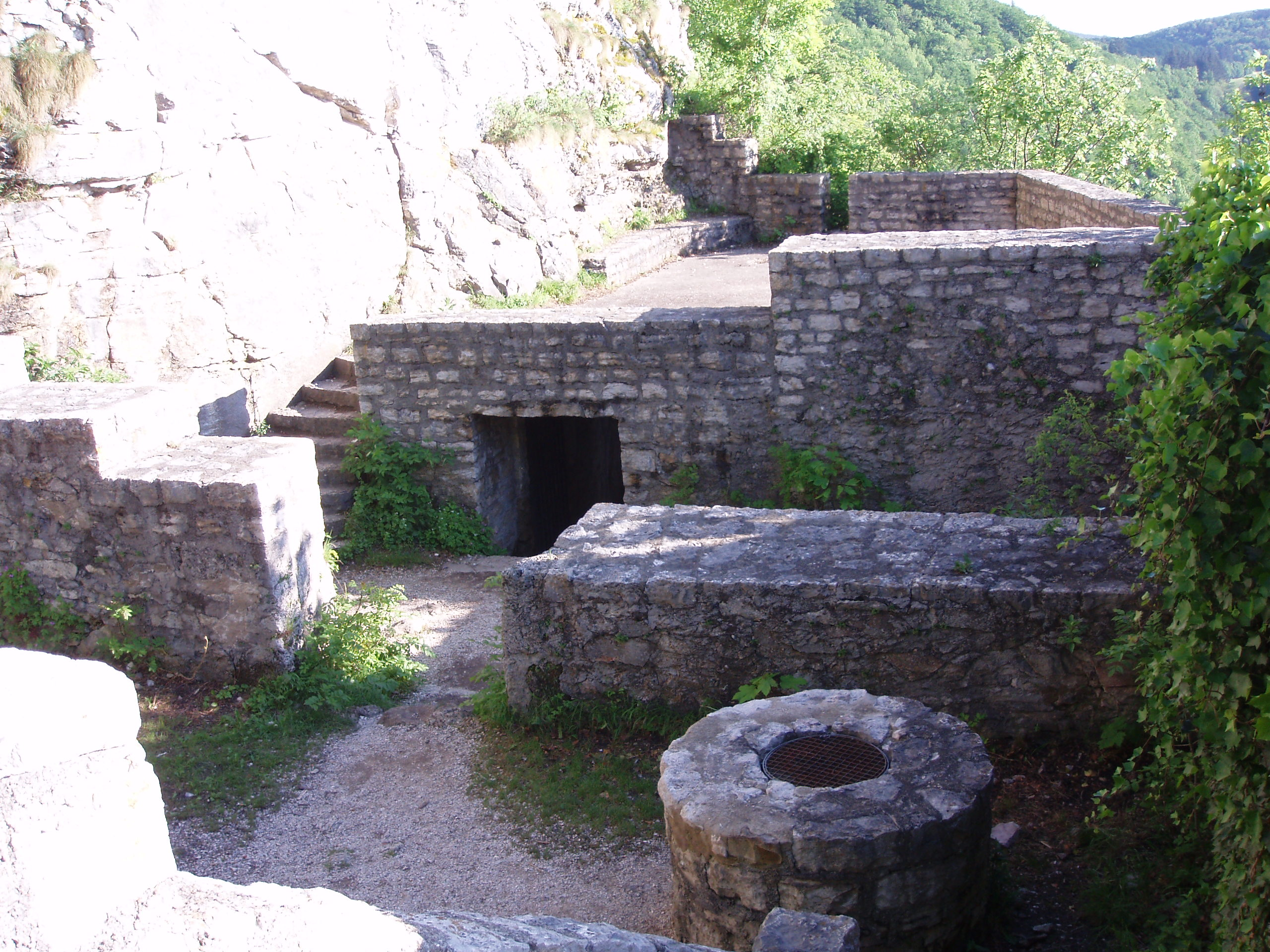
In der Ruine
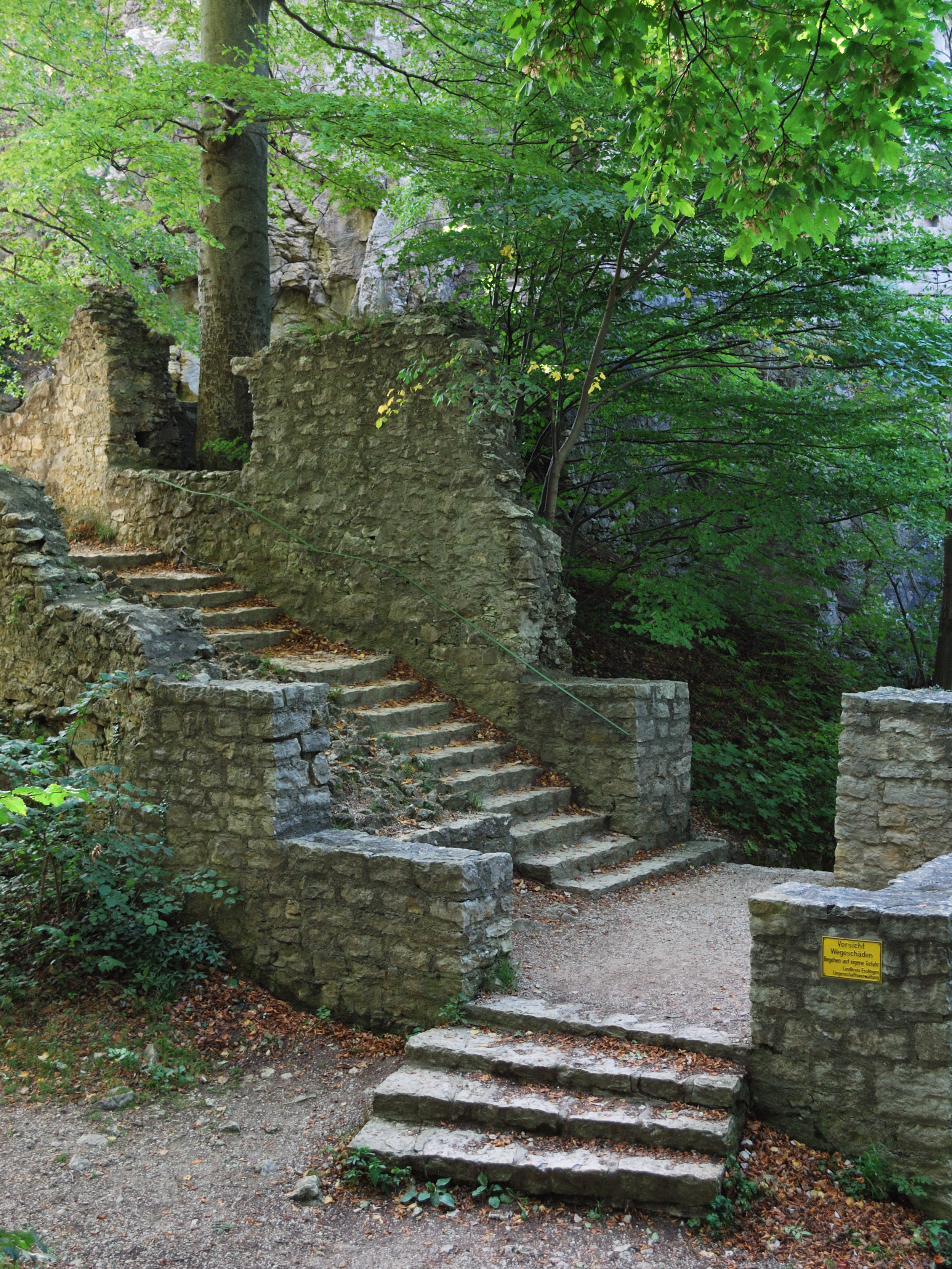
Treppen zur Ruine
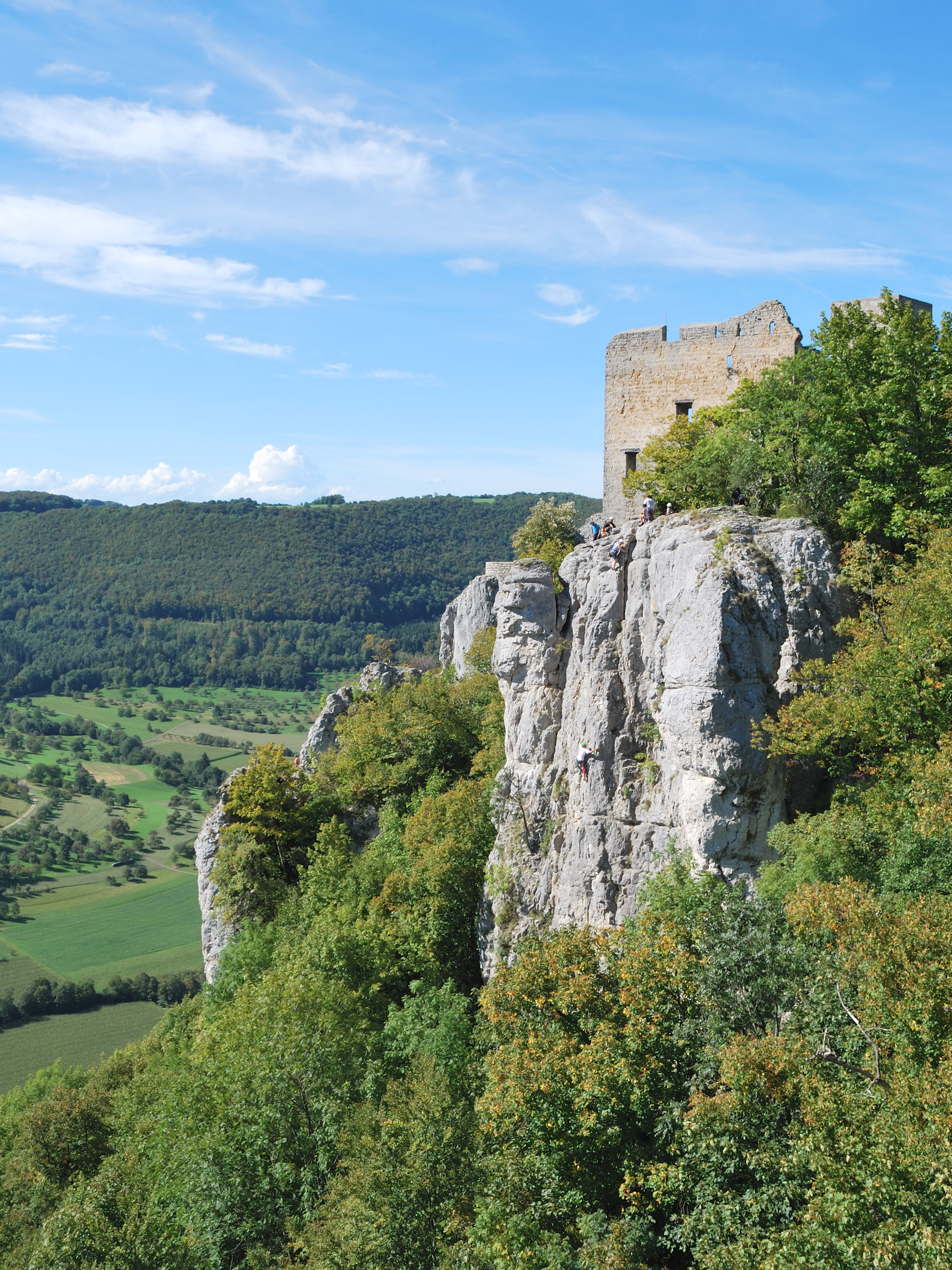
Blick auf die Ruine (mit Kletterern)
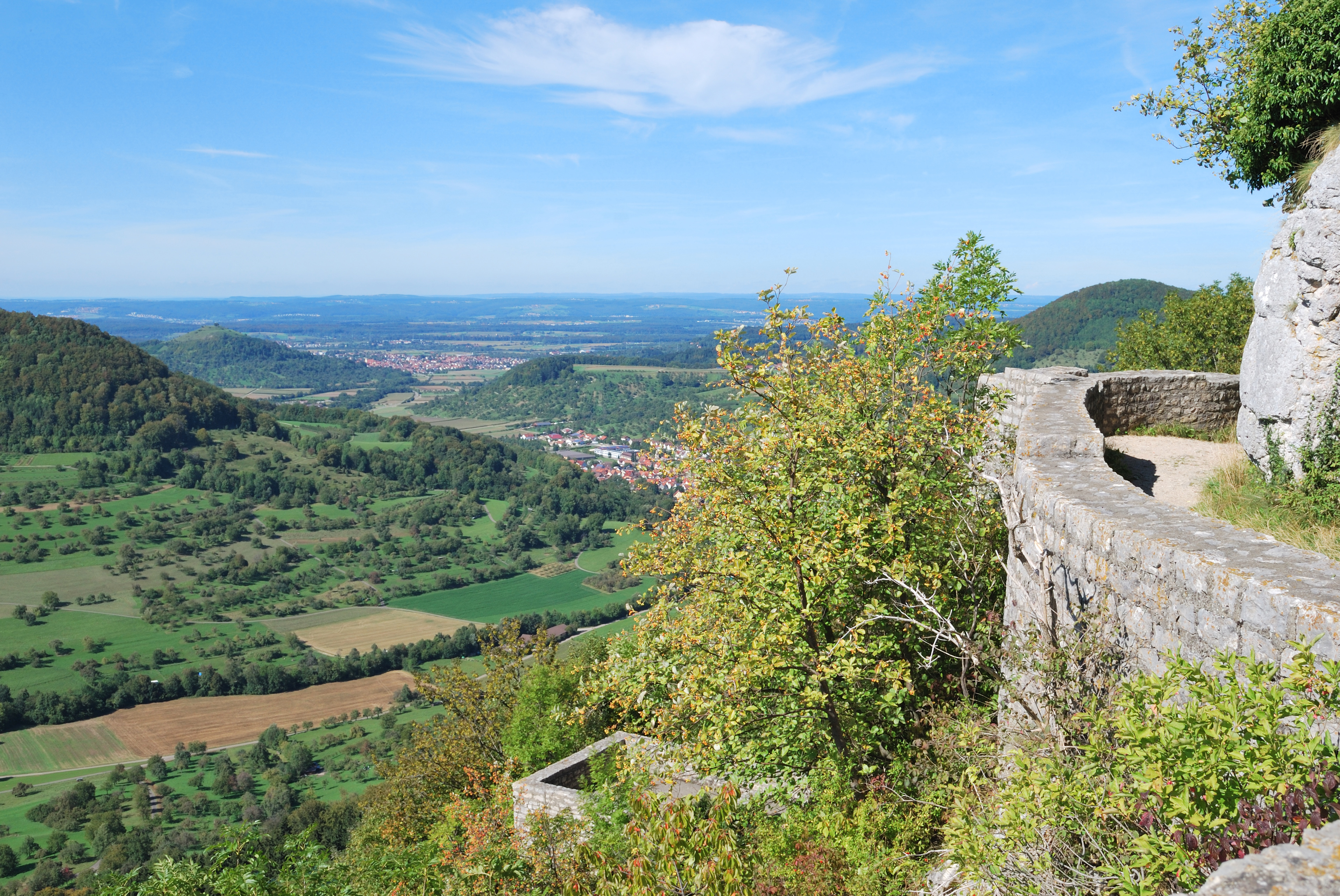
Blick ins Neidlinger Tal
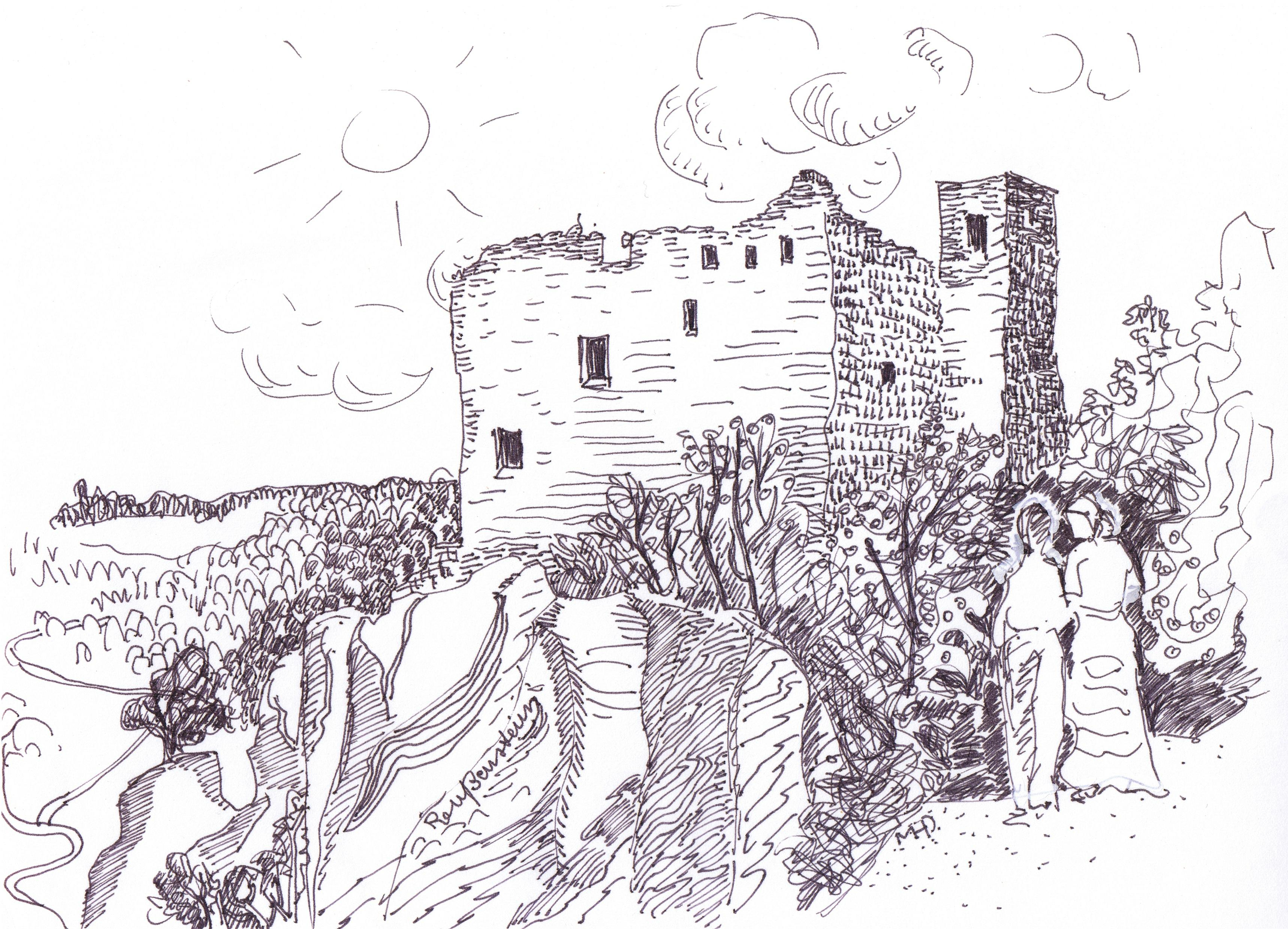
Ruine Reußenstein, gezeichnet von Margret Hofheinz-Döring, 1978
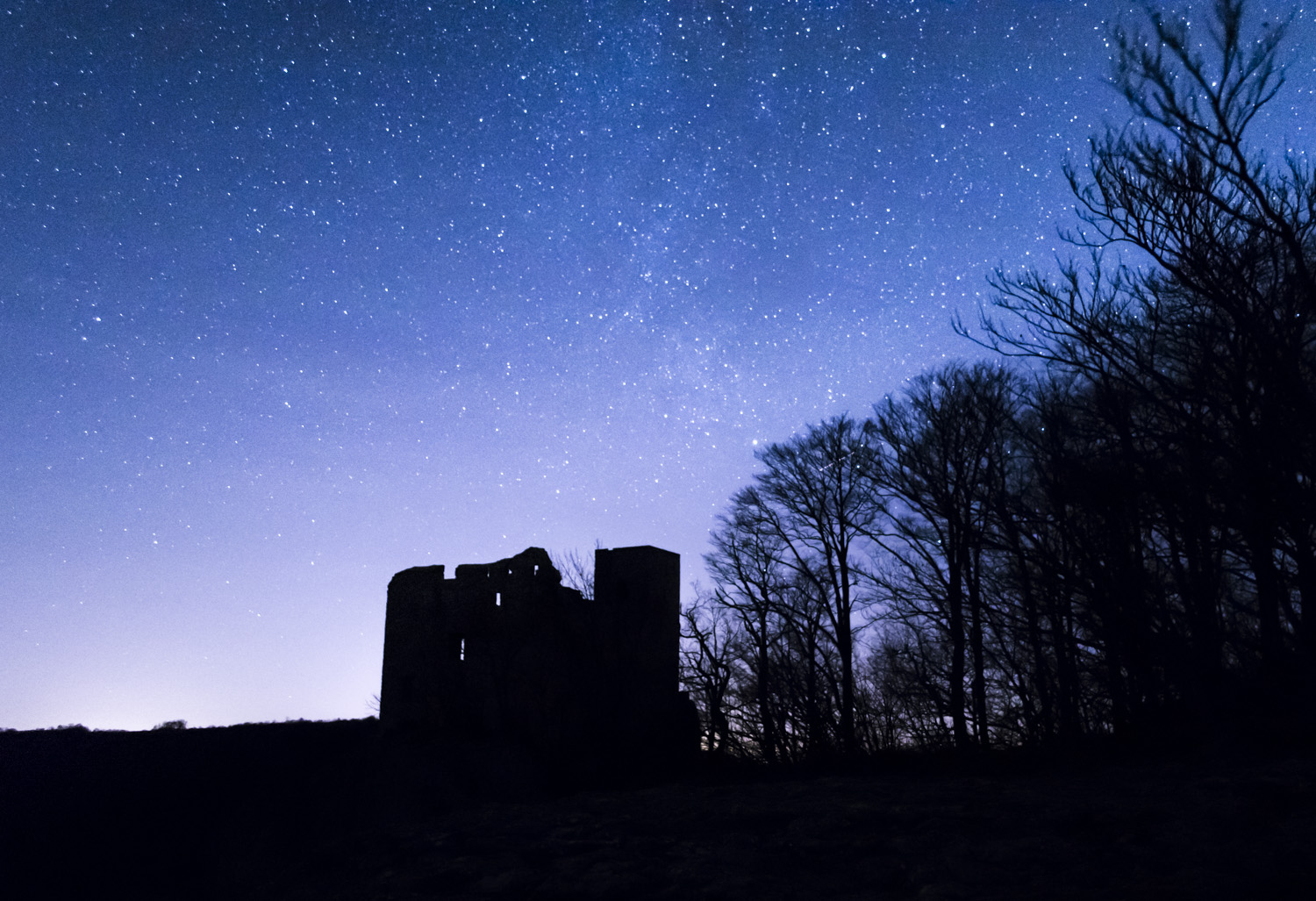
Burg Reußenstein mit Nachthimmel
360° Panoramaaufnahme der Burgruine Reußenstein